# Obernau (Rottenburg)
Obernau ist ein Stadtteil von Rottenburg am Neckar im Landkreis Tübingen in Baden-Württemberg (Deutschland).

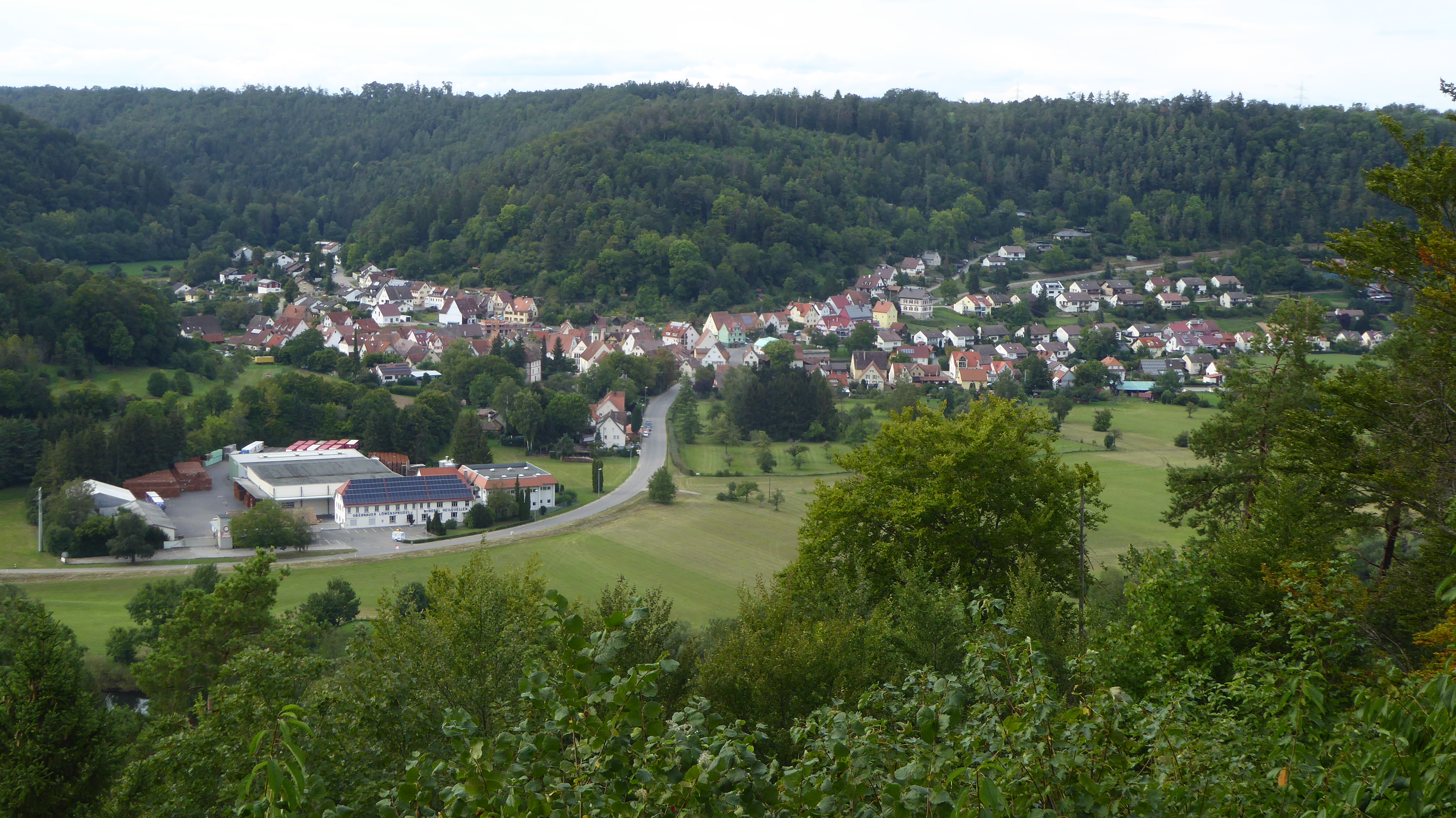
Obernau im Neckartal

## Geographie
Obernau liegt rund sechs Kilometer westlich von Rottenburg am Neckar im Neckartal.

### Ausdehnung
Die Gesamtfläche des Ortes Obernau beträgt 378 ha. Hiervon entfallen 54,2 % auf landwirtschaftliche Fläche, 7,9 % auf Siedlungs- und Verkehrsfläche, 34,7 % auf Waldfläche, 1,9 % auf Wasserfläche und 1,3 % auf die übrige Nutzung.

### Nachbarorte
Folgende Orte grenzen an Obernau, sie werden im Uhrzeigersinn beginnend im Norden genannt: Nellingsheim, Bad Niedernau, Schwalldorf und Bieringen (alle Landkreis Tübingen).

## Geschichte

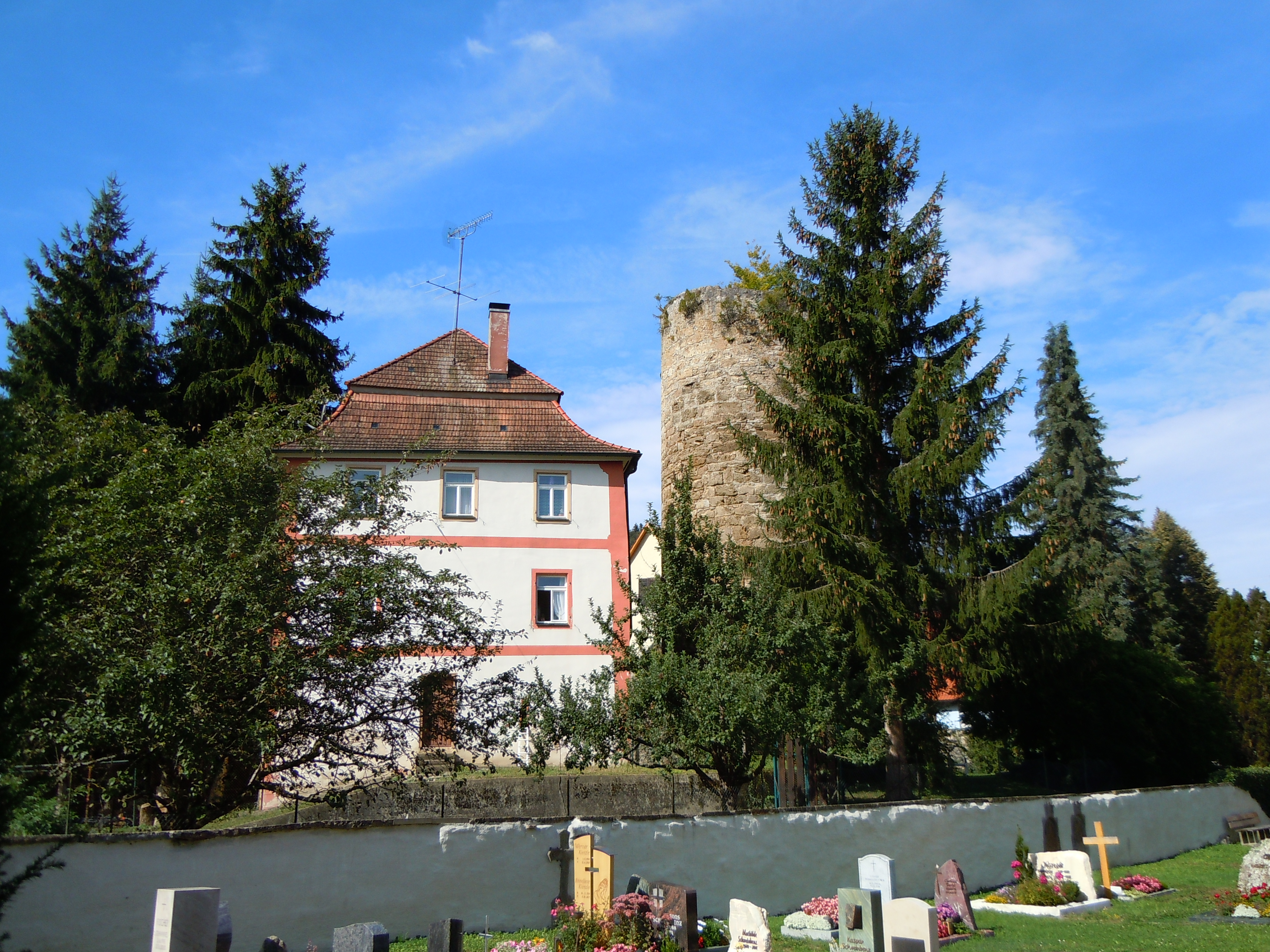
Schloss Obernau

Obernau wurde 1385 erstmals urkundlich erwähnt. Eine „Burg Ouwe ahsya“ wurde jedoch schon 1095 als Sitz der Ritter von Ow erwähnt, zu denen mit einer gewissen Wahrscheinlichkeit auch der Dichter Hartmann von Aue gehörte, für den an den Überresten der Burganlage ein Gedenkstein errichtet wurde. Der spätmittelalterliche Bergfried der einstigen Wasserburg steht noch, der sogenannte Römer- oder Eselsturm, als Rundturm errichtet in der ersten Hälfte des 13. Jahrhunderts aus Bruchsteinen, Tuffsteinquadern und vereinzelten Buckelquadern. Er ist 16 Meter hoch mit einem Durchmesser von 7,10 Metern, der ursprüngliche Hocheingang liegt auf 5,60 Meter Höhe. Die Herren von Ow standen in Verbindung mit den Grafen von Hohenberg, mit denen gemeinsam sie das Burgstädtchen gründeten, dessen heutiger Ortsname erst im 14. Jahrhundert als „ze Obernow“ in schriftlichen Quellen erscheint. Sie sind bis heute auf dem nahegelegenen Schloss Wachendorf ansässig.
Der Besitz kam an die 1697 ausgestorbenen Herren von Ehingen. 1698 wurden die Freiherren Raßler von Gamerschwang mit Obernau belehnt. 1720 erwarben sie das Schloss Weitenburg und Obernau wurde Sitz eines Patrimonial- bzw. Obervogteiamts (niedere Gerichtsbarkeit bis 1825). Neben dem Turm steht das barocke Schloss, ein schlichter dreigeschossiger Rechteckbau mit Walmdach, das um 1750 (nach anderen Angaben um 1775/80) für Johann Joseph Rupert Freiherr Raßler von Gamerschwang erbaut wurde und bis 1930 zur Grundherrschaft Weitenburg gehörte. 1930 erwarb Wilhelm Diefenbach das Gut, der dort Mineralwasser produzierte.
Seit 1467 wurde die Kaplanei vom Chorherrenstift St. Moriz in Rottenburg betreut. Erst seit der Auflösung des Stifts 1806 wurde die Pfarrei selbständig. Seit 1998 ist wieder die Pfarrei St. Moriz für die seelsorgliche und organisatorische Betreuung der Obernauer Kirchengemeinde zuständig. Die Pfarrkirche St. Peter und Paul wurde ab 1805 gebaut.
Am 1. Januar 1972 wurde Obernau in die Stadt Rottenburg am Neckar eingegliedert.

## Bevölkerung
In Obernau leben etwa 500 Einwohner (Stand Ende Januar 2008) auf einer Fläche von 3,78 km². Die Bevölkerungsdichte Obernaus beträgt 133 Einwohner pro Quadratkilometer.

### Einwohnerentwicklung

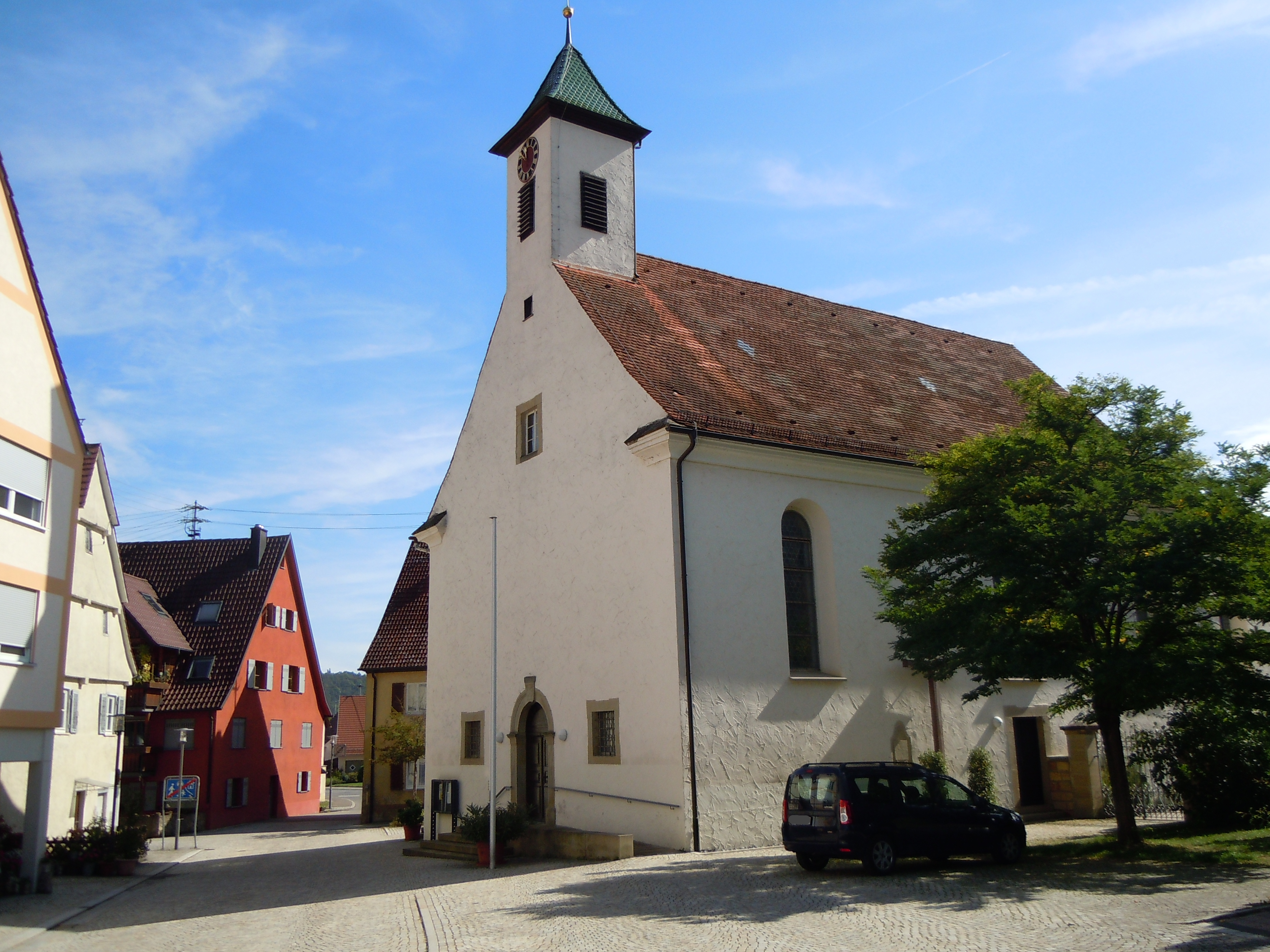
Pfarrkirche St. Peter und Paul

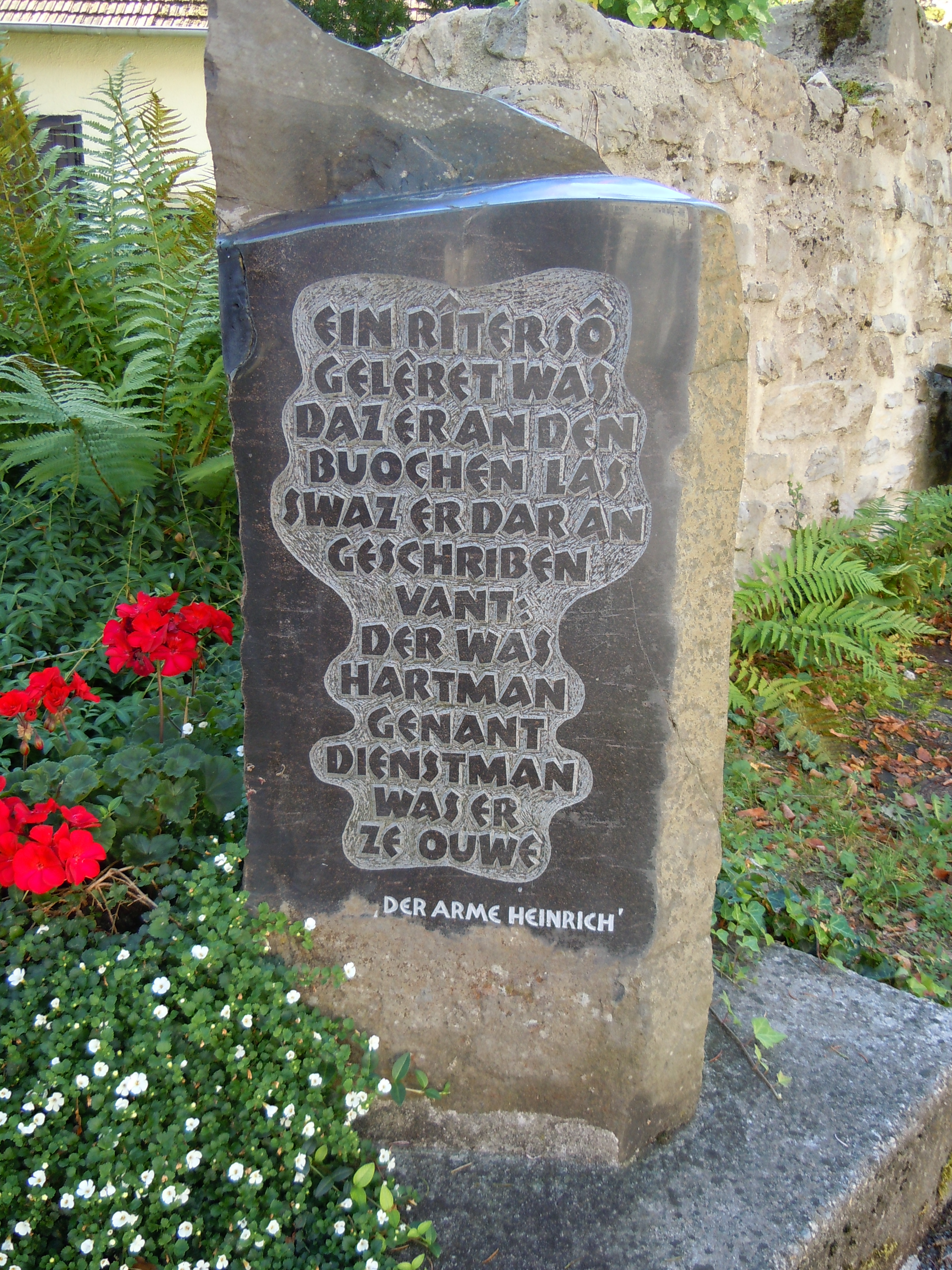
Gedenkstein für den Dichter Hartmann von Aue

| Jahr | Einwohner |
| ---- | --------- |
| 1755 | 274       |
| 1765 | 290       |
| 1784 | 310       |
| 1771 | 268       |
| 1794 | 380       |
| 1804 | 456       |
| 1808 | 504       |
| 1820 | 561       |
| 1833 | 587       |
| 1843 | 575       |
| 1855 | 491       |
| 1875 | 464       |
| 1895 | 391       |

| Jahr | Einwohner |
| ---- | --------- |
| 1910 | 439       |
| 1925 | 400       |
| 1939 | 386       |
| 1946 | 406       |
| 1950 | 446       |
| 1961 | 387       |
| 1970 | 393       |
| 1986 | 484       |
| 1991 | 549       |
| 1995 | 516       |
| 2008 | 495       |
| 2013 | 489       |
| 2015 | 496       |

## Verkehrsanbindung
Die Bahnstrecke Plochingen–Immendingen führt durch den Nachbarort Bad Niedernau, von dort aus kann man Obernau zu Fuß erreichen oder einen Bus nehmen.